# Wakeboarding
Wakeboarding – sport wodny polegający na płynięciu po powierzchni wody na desce, trzymając się liny ciągniętej przez łódź lub za pomocą wyciągu. Wakeboarding powstał z połączenia nart wodnych, snowboardingu i surfingu.
Łodzie do wakeboardingu mają specjalną konstrukcję, posiadają odpowiedni kształt kadłuba, napęd śruby Direct-Drive lub V-drive, pylon lub wieżę do mocowania linki, PerfectPass (tempomat) i pomost. Mogą także posiadać fabryczne lub dokładane zbiorniki balastowe w celu uzyskania większej fali.